# Norbert Walter-Borjans
Norbert Walter-Borjans (Krefeld-Uerdingen, 1952. szeptember 17. –) német szociáldemokrata politikus. 2019 és 2021 között a Németország Szociáldemokrata Pártja (SPD) társ-elnöke.

## Életpályája
Az SPD 2019-es bázisdemokratai elnökválasztásban Saskia Eskennel nyert, így a 2019. decemberi pártkongresszusra jelölték az SPD új társ-elnökévé.